# آدولف مایر (روان‌پزشک)
آدولف مایر (۱۳ سپتامبر ۱۸۶۶ – ۱۷ مارس ۱۹۵۰) اولین روانپزشکی بود که رئیس بیمارستان جانز هاپکینز (۱۹۱۰–۱۹۴۱) شد. او رئیس انجمن روانپزشکی آمریکا در ۱۹۲۷–۲۸ و یکی از با نفوذترین چهره‌های روانپزشکی در نیمه اول قرن بیستم نیز بود. تمرکز کارهای او بیشتر بر روی جمع‌آوری جزئیات تاریخچه بیماران بود. همچنین او یکی از نظریه پردازان رشتهٔ کاردرمانی بود که تأثیر بسیاری بر فلسفهٔ رشتهٔ کاردرمانی داشت.